# Pteropus ualanus
Pteropus ualanus is een vleermuis uit het geslacht Pteropus die voorkomt op de atol Kosrae in Micronesia. Deze soort wordt soms als een ondersoort tot P. mariannus gerekend. De soort komt weinig voor op Kosrae.
P. ualanus is een middelgrote vleerhond. De bovenkant van het lichaam is zeer donkerbruin, bijna zwart, de onderkant wat lichter bruin. De schouders zijn geel. De voorarmlengte bedraagt 130,5 tot 133,5 mm, de tibialengte 59,0 tot 59,5 mm en de oorlengte 23 mm (gebaseerd op de twee syntypes).